# Arizona State Route 181
Arizona State Route 181 ist ein Highway im US-Bundesstaat Arizona, der in Nord-Süd-Richtung verläuft.
Der Highway beginnt am U.S. Highway 191 östliche Pearce und endet westlich des Chiricahua National Monument an der Arizona State Route 186. Die State Route wird neben der AZ 186 als Zufahrt zum National Monument genutzt.